# Helmut Beck-Broichsitter
Helmut Beck-Broichsitter (Kiel, 1914. augusztus 30. – Heist, 2000. szeptember 25.) német katona. 1931-ben lépett be a náci pártba, egy évvel később a Sturmabteilungba, 1939-ben a rendőrségbe. A második világháború alatt a Wehrmacht származföldi haderejének volt a tagja, 1949-ben ő alapította meg a korábbi tagokat tömörítő „Bruderschaft (testvériség)” szövetséget.

## Bibliográfia
- Breitman, Richard and Goda, Norman J. W. (2010). Hitler's shadow: Nazi war criminals, U.S. intelligence, and the Cold War. DIANE Publishing, ISBN 978-1-4379-4429-7
- Brunner, Bernhard (2004). Der Frankreich-Komplex: die nationalsozialistischen Verbrechen in Frankreich und die Justiz der Bundesrepublik Deutschland. (németül). Wallstein. ISBN 3-89244-693-8
- Fellgiebel, Walther-Peer. Die Träger des Ritterkreuzes des Eisernen Kreuzes 1939–1945 – Die Inhaber der höchsten Auszeichnung des Zweiten Weltkrieges aller Wehrmachtteile (német nyelven). Friedberg, Németország: Podzun-Pallas (2000). ISBN 978-3-7909-0284-6
- Die Ritterkreuzträger des Eisernen Kreuzes der preußischen Provinz Schleswig-Holstein und der Freien und Hansestadt Lübeck 1939–1945 (német nyelven). Zweibrücken, Németország: VDM Heinz Nickel (2003). ISBN 978-3-925480-79-9
- Scherzer, Veit. Die Ritterkreuzträger 1939–1945 Die Inhaber des Ritterkreuzes des Eisernen Kreuzes 1939 von Heer, Luftwaffe, Kriegsmarine, Waffen-SS, Volkssturm sowie mit Deutschland verbündeter Streitkräfte nach den Unterlagen des Bundesarchives (német nyelven). Jéna, Németország: Scherzers Miltaer-Verlag (2007). ISBN 978-3-938845-17-2
- Searle, Alaric (2003). Wehrmacht generals, West German society, and the debate on rearmament, 1949-1959. Greenwood Publishing Group. ISBN 0-275-97968-7